# Peter D. Orton
Peter Darbishire Orton (Plymouth, 28 de enero de 1916 - 28 de abril de 2005) fue un micólogo, y agarólogo británico.

## Antecedentes y carrera
Era aborigen de Plymouth, hijo del científico marino J.H. Orton. Se educó en la Oundle School, y en Trinity College, Cambridge, donde avanzó en Ciencias Naturales, Música e Historia, recibiendo su grado en 1937. Luego estudió en el Royal College of Music, interrumpida por el servicio militar en la Royal Artillery. Completados sus estudios, Orton obtuvo un puesto como maestro de música en el Epsom College, Surrey.

## Estudios en micología
Se interesó en los fungi a través de su compañero aficionado Arthur A. Pearson, que también era un músico entusiasta. Se especializó, como Pearson, en agáricos, Orton desarrolló una experiencia considerable en la identificación de especies; y recibió en 1955 un subsidio de la Nuffield Foundation para trabajar con el Dr Richard W.G. Dennis, jefe de micología en Royal Botanic Gardens, Kew, y con Frederich B. Hora en la Universidad de Reading sobre una checklist revisada de agáricos y Boletus. Su resultante New Checklist, publicada en 1960, fue acompañado de 280 páginas de notas descriptivas y revisionistas por Orton, incluyendo muchas nuevas especies. Permaneció como obra de referencia por 45 años.
En 1960, Orton tomó una posición en el recién inaugurado Rannoch School, en Perthshire, Escocia, donde enseñó biología, idioma inglés, y música. Permaneció allí hasta su retiro en 1981. Durante tal periodo, publicó muchos artículos de agáricos escoceses, particularmente los colectados en sus expediciones, a los Pinares caledonianos alrededor de Rannoch. También contribuyó, con el Prof. Roy Watling, a las series de British Fungus Flora , publicadas por el Real Jardín Botánico de Edimburgo. Con frecuencia visitaba a su amigo y compañero micólogo Thomas J. Wallace en Membury, Devon, publicando un número de nuevas especies agáricas de Dawlish Warren y otras localidades de Devon.
En 1986, se mudó a Crewkerne, Somerset, donde continuó colectando y publicando sobre agáricos, apareciendo su último Art. en 1999.
Orton publicó extensamente sobre agáricos y boletos británicos y europeos, describiendo bien sobre más de 100 especies nuevas para la ciencia de las islas británicas. Sus colecciones se conservan en los herbarios micológicos del Real Jardín Botánico de Edimburgo y del Real Jardín Botánico de Kew.

## Reconocimientos
- Miembro de la Sociedad Linneana de Londres.

## Eponimia
Especies agáricas
- Cortinarius ortonii Moënne-Locc. & Reumaux
- Entoloma ortonii Arnolds & Noordel.

## Algunas publicaciones
- Dennis, R.W.G., Orton, P.D., Hora, F.B. 1960. New checklist of British agarics and boleti. Supplement to Trans. of the British Mycological Soc.

### Libros
- d.m. Henderson, peter d. Orton, roy Watling. 2005. British Fungus Flora: Agrarics and Boleti. Volumen 9 de British Fungus Flora. Ed. Royal Botanic Garden. 203 pp. ISBN 1872291341
- 1986. Pluteaceae: Pluteus & Volvariella. Volumen 4 de Agarics and Boleti. Ed. Royal Botanic Garden. 98 pp. ISBN 0950427047
- richard william george Dennis, peter d. Orton, frederick Bayard Hora. 1974. New check list of British agarics and boleti. Volumen 42 de Bibliotheca mycologica. Ed. J. Cramer. 224 pp. ISBN 3768209350
- 1969. Agarics and boleti. British fungus flora. Ed. H.M.S.O. 58 pp.